# ريك كوغان
ريك كوغان (بالإنجليزية: Rick Kogan)‏ هو صحفي أمريكي، ولد في 13 سبتمبر 1951.